# 걸복모말
걸복모말(乞伏暮末, ? ~ 431년)은 중국 오호 십육국 시대의 서진의 제 4대의 군주(재위：428년 ~ 431년). 시호는 여무왕(厲武王). 걸복치반의 차남이다.

## 생애
건홍 9년(428년)에 걸복치반의 사후, 진왕의 지위를 계승, 연호는 영홍으로 개원했다. 사서에 의하면 재위 기간 중에는 제멋대로 사형을 실시해 민심이 등을 돌렸다고 전한다.
영홍 3년(430년), 북량의 강대화에 압박받은 모말은 북위에의 귀순을 획책 하지만 하나라에 저지되고 있다.
영홍 4년(431년), 하나라에 의한 서진 도성 남안(南安)의 공격을 하니 모말은 항복해 서진은 멸망했다고 하지만 오래지 않아 하나라의 혁련정에 의해 살해되었다.
| 전 대 걸복치반(乞伏熾磐) | 제4대 서진 왕 428년 ~ 431년 | 후 대 - |